# Mercedes Quispe
Mercedes Quispe Fernández (Carabuco, departamento de La Paz, Bolivia, c. 1977) es una conductora boliviana, conocida por ser la primera chola en conducir un bus de servicio municipal en Bolivia.
Mercedes Quispe es la primera chola boliviana elegida para ser conductora del Servicio de Transporte Municipal Pumakatari de la ciudad de La Paz, Bolivia. Quispe aprendió a conducir camión a los 15 años, en el municipio de Carabuco, bajo las instrucciones de su hermano mayor. Luego se casó y, con sus cuatro hijos y su esposo, se trasladó a La Paz. Ya en la ciudad, se dedicó a la venta de abarrotes, pero luego se convirtió en conductora asalariada de taxis y minibuses en contra los deseos de su esposo, de quien después se separó.   

Finalmente, el año 2014, llegó el día en que se postuló al examen para ser conductora del Pumakatari, aprobándolo con un promedio de 95%. Al hablar sobre sus funciones del bus municipal, en el cual transporta a más de 60 pasajeros, Mercedes dice que: 
Al inicio, como siempre, no querían aceptar que maneje una mujer, me trancaban, pero no les daba importancia. Ahora ya no me hacen nada, parece que ya me conocen. 
Mercedes es una de las pocas mujeres conductoras dentro de La Paz Bus y dentro del transporte público en general en Bolivia.